# Thaise zonkalender
De Thaise zonkalender of Suriyakati is de jaartelling die in 1888 werd ingevoerd door koning Rama V ter vervanging van de oude Thaise maankalender. In deze kalender lopen de dagen, weken en maanden in de pas met de gregoriaanse kalender zoals die gebruikt wordt in de westerse landen. In de oude maankalender viel het nieuwjaar op Songkran tussen 13 en 15 april. Koning Rama V stelde als nieuwe datum voor het nieuwjaar 1 april vast. De jaartelling bleef echter de boeddhistische jaartelling.
In 1940 besloot de minister-president Plaek Pibul Songkram echter de datum van het nieuwjaar te verplaatsen naar 1 januari. De Thaise zonkalender wordt zowel in officiële als traditionele omgevingen gebruikt. In de zakenwereld wordt veelal de christelijke jaartelling gebruikt in plaats van de boeddhistische jaartelling.
De data van boeddhistische feestdagen, zoals Wan Maakha Boe Chaa (วันมาฆบูชา) (in 2013: 25 februari), Wan Wisaakha Boe Chaa (วันวิสาขบูชา) (in 2013: 24 mei), Wan Aasaanha Boe Chaa (วันอาสาฬหบูชา) (in 2013: 22 juli), Wan Khao Phan Saa (วันเข้าพรรษา) (in 2013: 23 juli) en Wan Ok Phan Saa (วันออกพรรษา) (in 2013: 19 oktober), worden nog steeds berekend aan de hand van de oude maankalender, hierdoor hebben de feestdagen ieder jaar een andere datum.
| Nederlandse naam | Thaise naam | Uitspraak            |
| ---------------- | ----------- | -------------------- |
| januari          | มกราคม      | mok ka raa khom      |
| februari         | กุมภาพันธ์     | koem phaa phan       |
| maart            | มีนาคม       | mie naa khom         |
| april            | เมษายน      | mee saa jon          |
| mei              | พฤษภาคม     | phrut sa phaa khom   |
| juni             | มิถุนายน      | mi thoe naa jon      |
| juli             | กรกฎาคม     | ka ra ka daa khom    |
| augustus         | สิงหาคม      | sing haa khom        |
| september        | กันยายน      | kan jaa jon          |
| oktober          | ตุลาคม       | toe laa khom         |
| november         | พฤศจิกายน    | phrut sa tji kaa jon |
| december         | ธันวาคม      | than waa khom        |

| Nederlandse naam | Thaise naam         | Uitspraak                                   |
| ---------------- | ------------------- | ------------------------------------------- |
| maandag          | วันจันทร์              | wan tjan                                    |
| dinsdag          | วันอังคาร             | wan ang khaan                               |
| woensdag         | วันพุธ                | wan phoet                                   |
| donderdag        | วันพฤหัสบดี หรือ วันพฤหัส | wan pha ru hat sa boh die of wan pha ru hat |
| vrijdag          | วันศุกร์               | wan soek                                    |
| zaterdag         | วันเสาร์              | wan sao                                     |
| zondag           | วันอาทิตย์             | wan aa thit                                 |

De achtergrondkleuren zijn de kleuren die volgens het Thaise boeddhisme behoren bij die dag en die de drager dan geluk geven.
Zonnekalender · Maankalender · Lunisolaire kalender· Biodynamische kalender